# Armillaria mellea
Il chiodino (Armillaria mellea (Vahl) P. Kumm., 1871) è un fungo basidiomicete della famiglia Physalacriaceae.
Questo micete meriterebbe, secondo autori del passato, il nome di "asparago dei funghi" per il fatto che la parte commestibile di esso è costituita dall'estremità superiore del gambo unitamente al cappello, mentre il resto dei gambi (specialmente negli individui adulti) è coriaceo ed assai indigesto.

## Tassonomia
La specie venne originariamente denominata Agaricus melleus dal botanico danese-norvegese Martin Vahl nel 1790; venne spostata nel genere Armillaria nel 1871 da Paul Kummer.

## Etimologia
- Genere: dal latino armilla, braccialetto, armillaria, attinente ai braccialetti, per via del suo anello.
- Specie: dal latino melleus, attinente al miele.

## Descrizione della specie
Cappello 

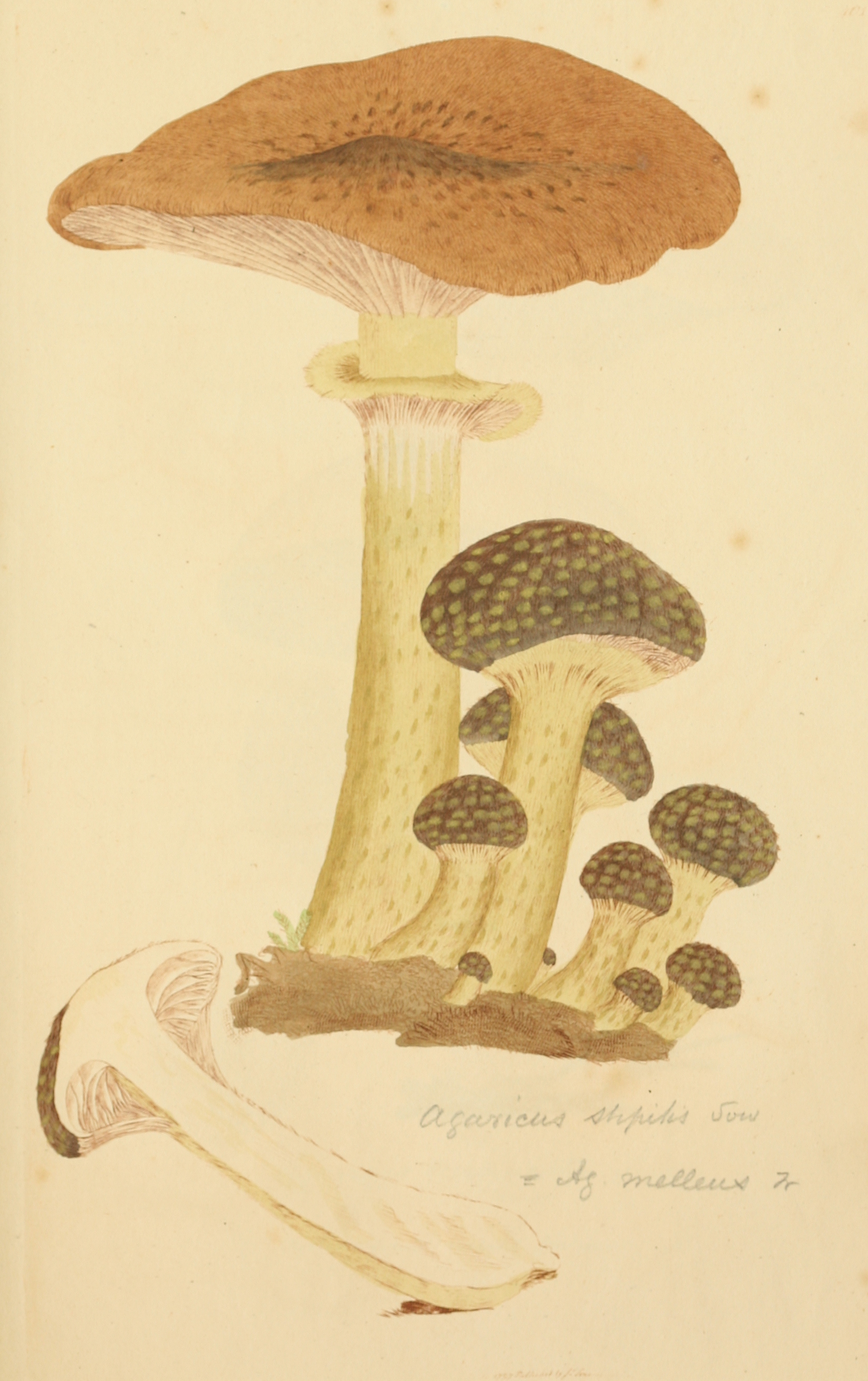
Schema a colori risalente al 1871 di Armillaria mellea.

4–7 (15) cm, carnoso, dapprima emisferico o conico, dopo sempre più spianato per poi diventare prima convesso, in seguito piano, e talvolta depresso; membranoso, leggermente umbonato al centro, con una cuticola liscia, dal colore che varia a seconda della pianta parassitata e dall'umidità dell'ambiente circostante, dal giallo-miele o bruno rossiccio al verdastro, con orlo sottile, arrotolato, lievemente striato. Sulla superficie del cappello sono presenti delle squame, addensate al centro e assenti negli esemplari maturi.
 Lamelle 
Non fitte, ineguali, bianche da giovani, brune o giallastre o con chiazze rossastre in età avanzata, un po' decorrenti sul gambo.

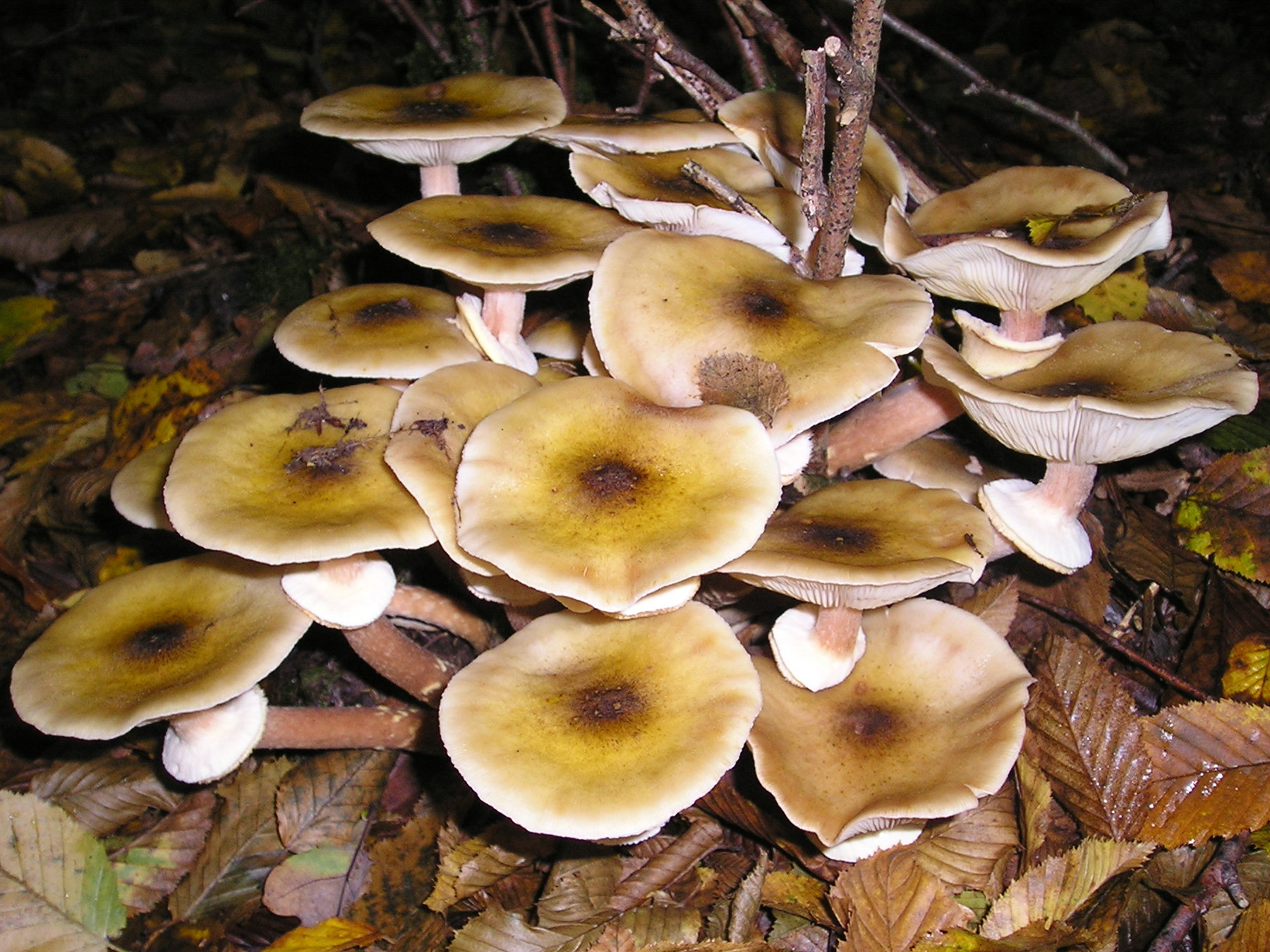
Esemplari maturi.

 Gambo 
5–20 × 1–2,7 cm, cilindrico, affusolato, giallastro o brunastro, ingrossato, curvo, bruno-olivaceo e a volte nerastro verso la base, bruno al centro, di solito saldato con altri individui (fungo cespitoso), pieno, poi cavo, midolloso, pruinoso, giallo-roseo e segnato da leggeri solchi verticali al di sopra dell'anello. Alla base sono presenti delle rizomorfe nerastre che si inseriscono nel substrato di crescita. L'anello, oltre ad essere consistente e piuttosto evidente, è bianco e striato nella parte superiore, giallastro e d'aspetto fioccoso nella parte inferiore.
 Carne 
Tenera sul cappello e nella parte superiore del gambo, coriaceo-fibrosa nel resto, di colore bianco o carnicino.
- Odore: subnullo, fungino. Fungino intenso negli esemplari piuttosto sviluppati. Agliaceo e pungente negli esemplari molto vecchi.
- Sapore: acidulo e dolce, con leggero retrogusto amarognolo meno marcato negli esemplari più giovani.[2][3][4]

 Spore 
Bianche in massa, lisce, ellissoidali, 8–9 × 5–6,5 µm.

## Distribuzione e habitat
Cresce in autunno, in boschi e foreste di latifoglie o conifere. È cespitoso e parassita di ceppi e tronchi d'albero, di cui può causare addirittura la morte. Il micelio del fungo è bioluminescente. È diffuso in Nord America, in Asia settentrionale ed in Europa, in aree dal clima temperato. In Africa meridionale è stato introdotto.

## Commestibilità

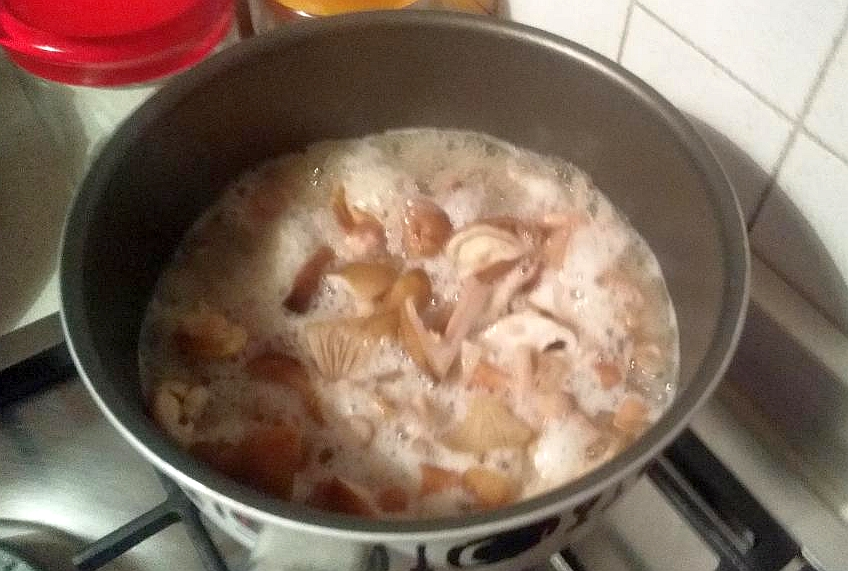
Sbollentatura preventiva

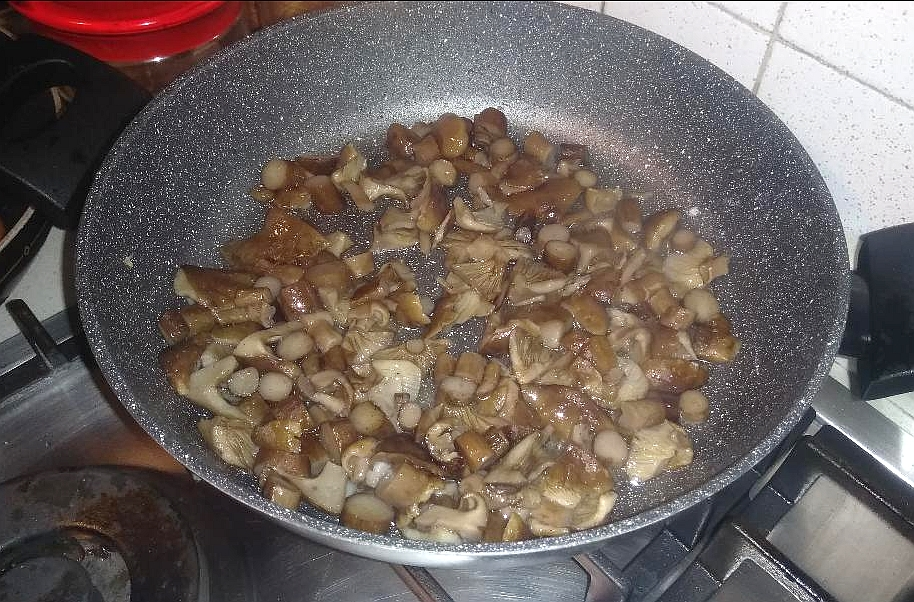
Cottura in padella

Il fungo viene definito come avente una commestibilità condizionata. Ottimo per sapore e gusto, in realtà è tossico da crudo. Il fungo è molto ricercato, apprezzato e consumato da sempre, ma non esente da rischi e, poiché è uno dei funghi più consumati al mondo, sono molte le intossicazioni ascritte al suo consumo. 
Contiene infatti tossine di natura proteica ("emolisine") termolabili dai 70 °C che si inattivano sottoponendo a prebollitura il fungo in acqua per almeno 15-20 minuti. L'acqua di prebollitura deve sempre essere eliminata. Durante la cottura, se non sottoposto a questo trattamento, il fungo secerne un liquido viscoso leggermente tossico.
Sono stati registrati inoltre casi di disturbi gastrointestinali, di breve latenza, procurati da esemplari di A. mellea congelati a fresco, ovvero senza prebollitura. Tale fenomeno non è ancora chiaro dal punto di vista scientifico. La teoria più accreditata è che con la congelazione le "emolisine" vengano fissate nella struttura fungina e, pertanto, anche se poi si scongelano i funghi in maniera corretta e si cuociono successivamente attraverso una prolungata cottura, tali principi attivi non vengono smaltiti completamente. Questo fenomeno si registra anche in caso di gelate notturne, per cui è generalmente sconsigliato raccogliere questa specie e le specie affini dopo il verificarsi delle prime gelate autunnali o invernali.
Durante la cottura la carne diventa scura, quasi nera e salvo esemplari molto giovani, si cucina solo il cappello. Viene consumato in umido, trifolato, come condimento per risotti e con carne e salsiccia. Gli esemplari piccoli e sodi si prestano egregiamente alla conservazione sott'olio o sott'aceto. Quelli cresciuti su ceppi di latifoglia sono considerati migliori di quelli cresciuti su ceppi di conifera, a causa del loro gusto meno amaro.
Malgrado l'assoluta commestibilità del prodotto dopo cottura, anche seguendo le dovute prescrizioni per cucinarli, vi sono persone che hanno manifestato una certa intolleranza, reazioni allergiche o comunque sensibilità all'A. mellea, specie se consumata in quantità eccessive.

## Aspetti fitopatologici

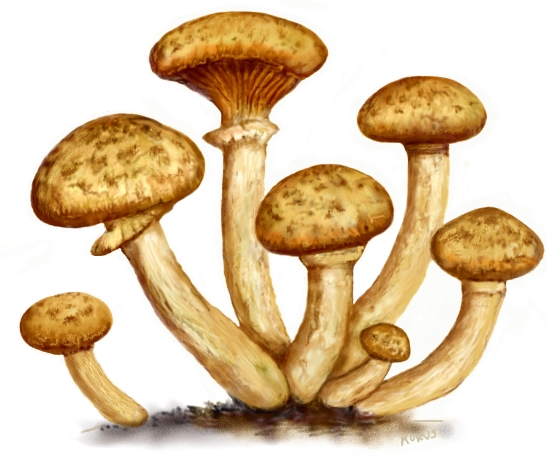
Disegno di A. mellea.

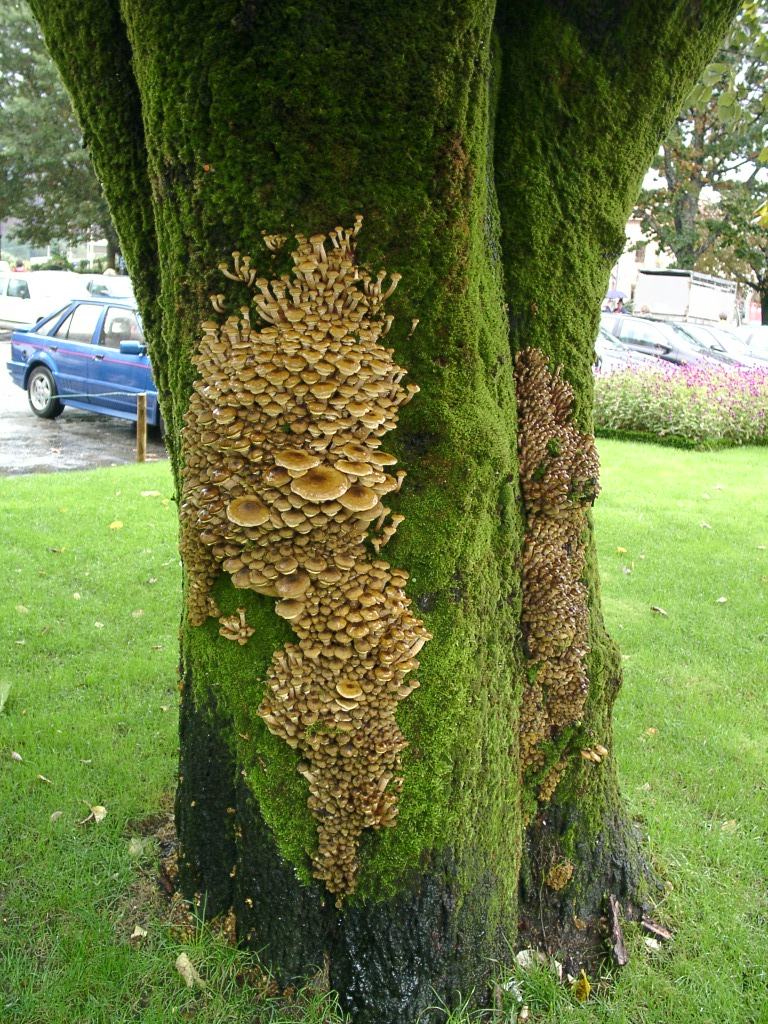
Tronco intaccato da A. mellea

Armillaria mellea è un fungo parassita di piante arboree, in cui provoca il marciume radicale fibroso. Esternamente la corteccia delle grosse radici appare depressa e imbrunita; sotto di essa compaiono spesse placche di micelio di colore bianco-crema, che si insinuano tra il tessuto corticale e il tessuto legnoso, per cui la corteccia finisce per staccarsi facilmente dal legno sottostante. La chioma della pianta appassisce e muore, mentre alla base delle piante attaccate compaiono i corpi fruttiferi del fungo. Il parassita si propaga nel terreno a macchia d'olio attraverso cordoni di ife dette "rizomorfe", per cui passa dalle piante malate a quelle sane. La lotta si effettua con l'estirpazione delle piante colpite; la buca deve essere disinfettata con prodotti chimici. Quando si comporta da saprofita, vegeta sulla pianta morta per più anni, fino a consumare le sostanze nutritive del legno morto.
Questo fungo, contaminando la corteccia delle querce da sughero, sembra essere tra i principali responsabili del caratteristico difetto enologico del "sentore di tappo".

## Specie simili
- Armillaria gallica, ottimo commestibile (velenoso da crudo) che presenta un anello giallo o bianco, fioccoso, ed è privo di decorazioni brune sul gambo.
- Armillaria tabescens, buon commestibile (tossico da crudo) che però è sprovvista dell'anello.
- Gymnopus fusipes, non commestibile, che talvolta si presenta di dimensioni simili alla mellea, nonostante non sia provvista di anello e possegga gambi più sottili e molto fibrosi.
- Hypholoma fasciculare, (velenoso) che però è di sapore molto amaro e la cui sporata è grigio/nerastra, anziché bianca.
- Cortinarius rubellus (mortale) in alcune sue forme cespitose; prestare molta attenzione alla sporata che è ocra nei cortinari e non bianca.
- Pholiota squarrosa, non commestibile, similissima da giovane.
- Armillaria mellea f.sabulicola, ottimo commestibile, dalle colorazioni più chiare cresce in alcune spiagge del mediterraneo.

## Sinonimi e binomi obsoleti
- Agaricites melleus (Vahl) Mesch., (1891)
- Agaricus melleus Vahl, Fl. Danic. 6(17): tab. 1013 (1790)
- Agaricus sulphureus Weinm.
- Agaricus versicolor With., Arr. Brit. pl., Edn 3 (London) 4: 166 (1796)
- Armillaria mellea (Vahl) P. Kumm., Führ. Pilzk. (Zerbst): 134 (1871) f. mellea
- Armillaria mellea f. rosea Calonge & M. Seq., Boln Soc. Micol. Madrid 27: 283 (2003)
- Armillaria mellea f. sabulicola A. Ortega & G. Moreno, in Ortega Díaz, Moreno, Manjón & Alvarado, Boln Soc. Micol. Madrid 34: 88 (2010)
- Armillaria mellea (Vahl) P. Kumm., Führ. Pilzk. (Zerbst): 134 (1871) subsp. mellea
- Armillaria mellea subsp. nipponica J.Y. Cha & Igarashi, Mycoscience 36(2): 143 (1995)
- Armillaria mellea var. exannulata Peck, Ann. Rep. Reg. N.Y. St. Mus. 46: 134 (1894) [1893]
- Armillaria mellea var. flava Peck, Ann. Rep. Reg. N.Y. St. Mus. 48: 265 (1897) [1895]
- Armillaria mellea var. glabra Gillet, Les Hyménomycètes ou description de tous les champignons (fungi) qui croissent en France (Alençon): 84 (1874)
- Armillaria mellea var. javanica Henn., Monsunia 1: 20 (1900)
- Armillaria mellea var. maxima Barla, Bulletin de la Société Mycologique de France 3: 143 (1887)
- Armillaria mellea (Vahl) P. Kumm., Führ. Pilzk. (Zerbst): 134 (1871) var. mellea
- Armillaria mellea var. minor Barla, Bulletin de la Société Mycologique de France 3: 143 (1887)
- Armillaria mellea var. radicata Peck, Ann. Rep. Reg. N.Y. St. Mus. 44: 150 (1891)
- Armillaria mellea var. sulphurea (Weinm.) Fr., Rysslands, Finlands och den Skandinaviska Halföns. Hattsvampar: 22 (1879)
- Armillaria mellea var. versicolor (With.) W.G. Sm., Syn. Brit. Basidiomyc.: 30 (1908)
- Armillaria mellea var. viridiflava Barla, Bull. Soc. mycol. Fr. 3(2): 143 (1887)
- Armillariella mellea (Vahl) P. Karst., Acta Soc. Fauna Flora fenn. 2: 4 (1881)
- Armillariella mellea f. gigantea Wichanský, (1963)
- Armillariella mellea (Vahl) P. Karst., Acta Soc. Fauna Flora fenn. 2(no. 1): 4 (1881) [1881-1885] f. mellea
- Armillariella mellea (Vahl) P. Karst., Acta Soc. Fauna Flora fenn. 2(no. 1): 4 (1881) [1881-1885] var. mellea
- Armillariella mellea var. olivacea Rick
- Armillariella olivacea (Rick) Singer, Lloydia 19: 180 (1956)
- Armillariella puiggarii f. olivacea (Rick) Singer, Lilloa 26: 132 (1954) [1953]
- Clitocybe mellea (Vahl) Ricken, Die Blätterpilze: 362 (1915)
- Fungus versicolor (With.) Kuntze, Revis. gen. pl. (Leipzig) 3(2): 480 (1898)
- Geophila versicolor (With.) Quél., Compt. Rend. Assoc. Franç. Avancem. Sci. 16(2): 588 (1888)
- Geophila versicolor (With.) Quél., Compt. Rend. Assoc. Franç. Avancem. Sci. 16(2): 588 (1888) var. versicolor
- Lepiota mellea (Vahl) J.E. Lange, Dansk bot. Ark. 2(3): 31 (1915)
- Omphalia mellea (Vahl) Quél., Enchir. fung. (Paris): 20 (1886)
- Omphalia mellea (Vahl) Quél., Enchir. fung. (Paris): 20 (1886) var. mellea
- Stropharia versicolor (With.) Fr., Syll. fung. (Abellini) 5: 1013 (1887)[10]

## Galleria d'immagini

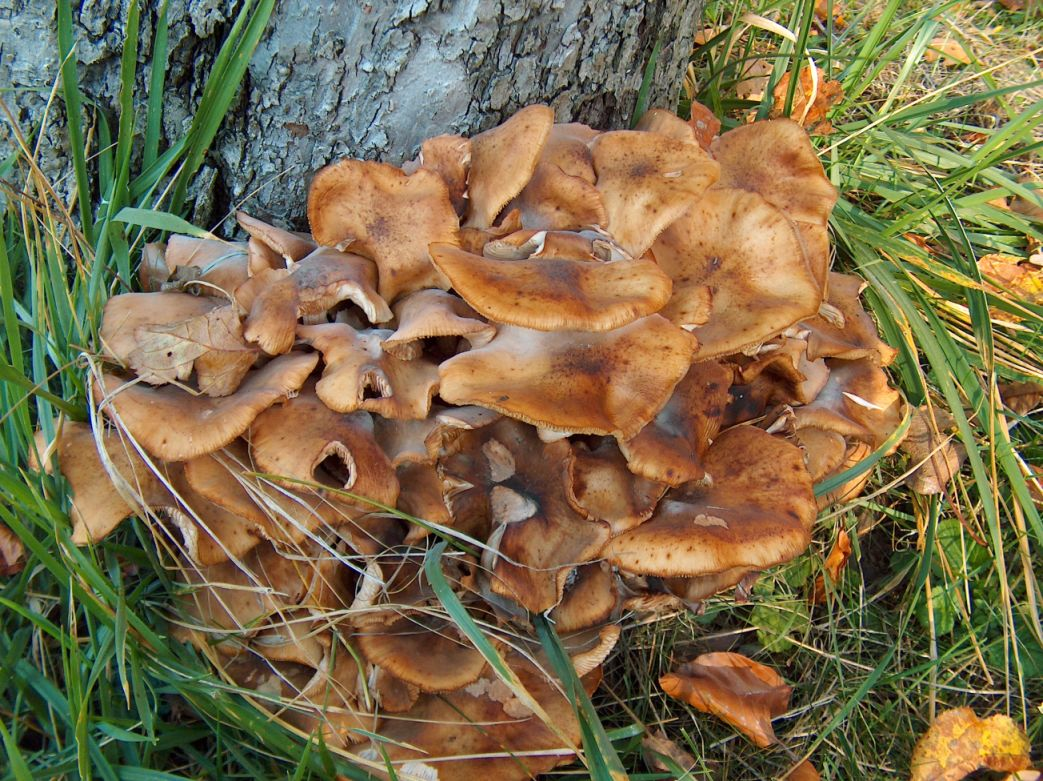
A. mellea su Melo
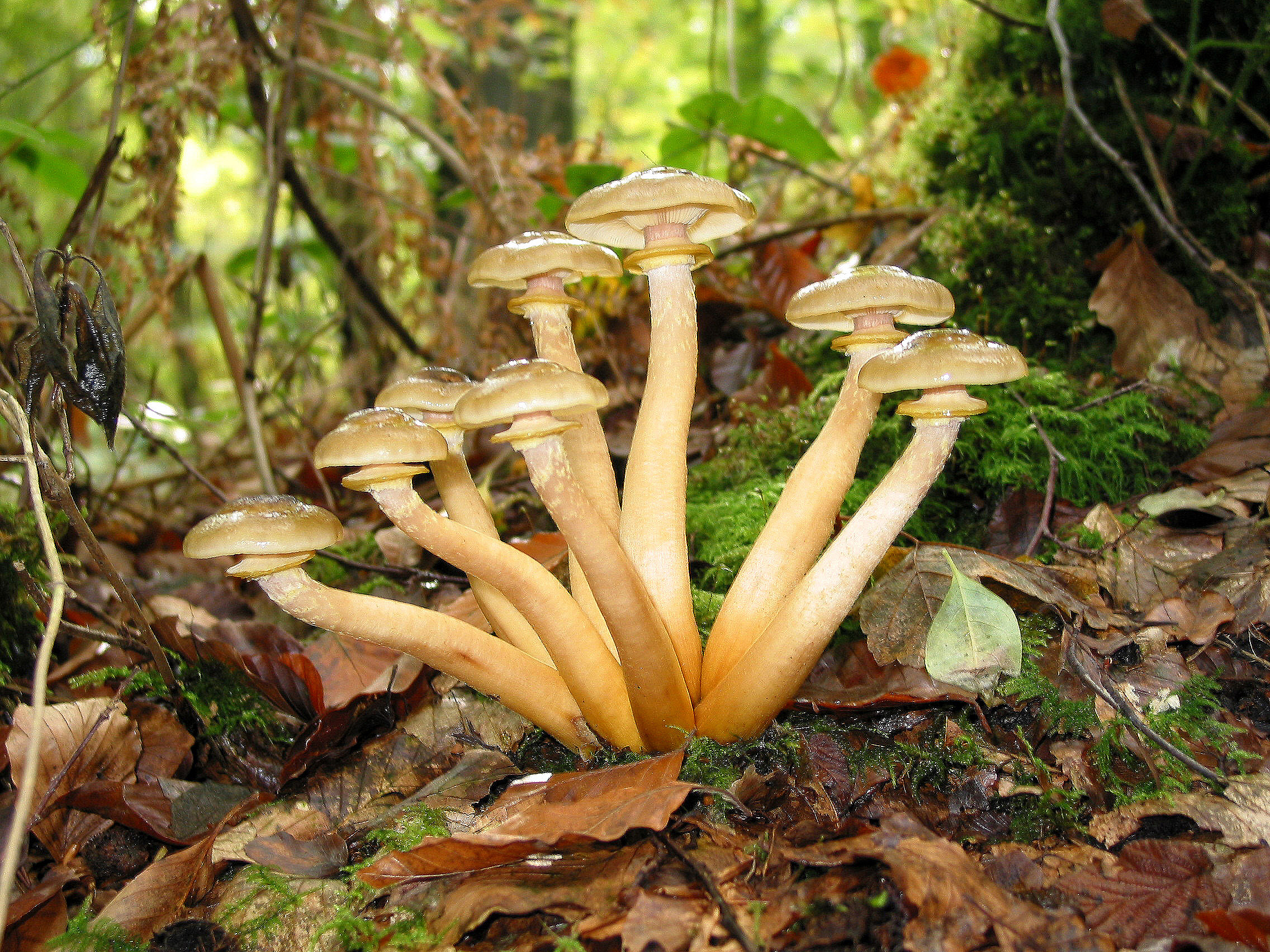
Cespo con esemplari giovani
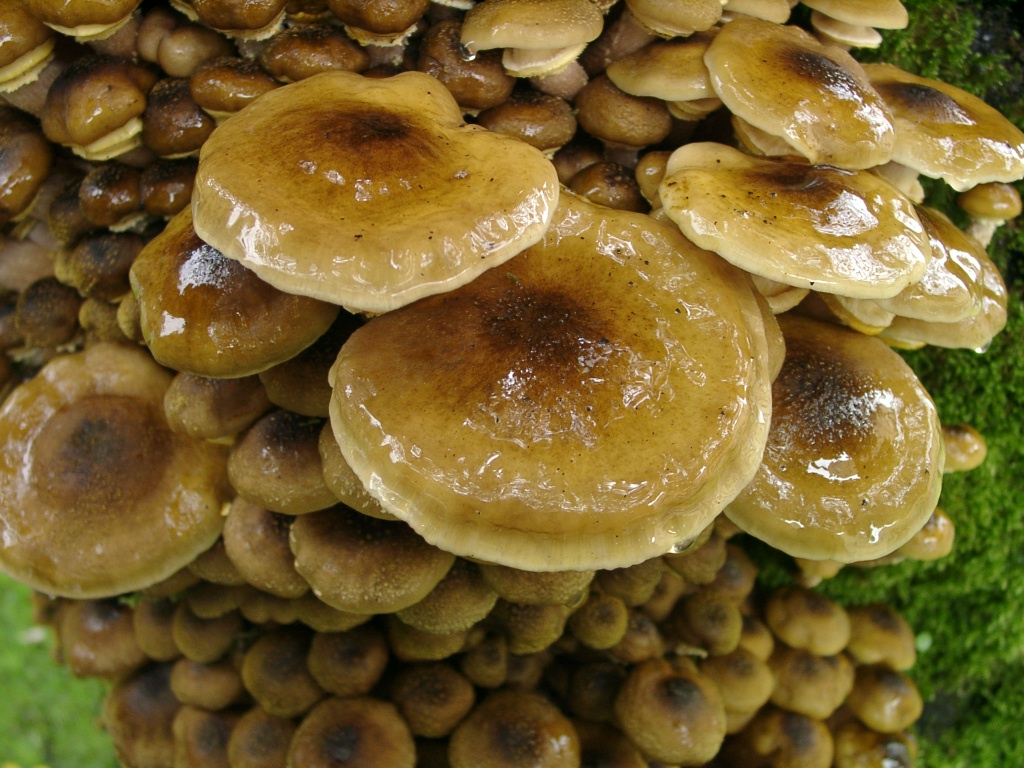
Foto ravvicinata
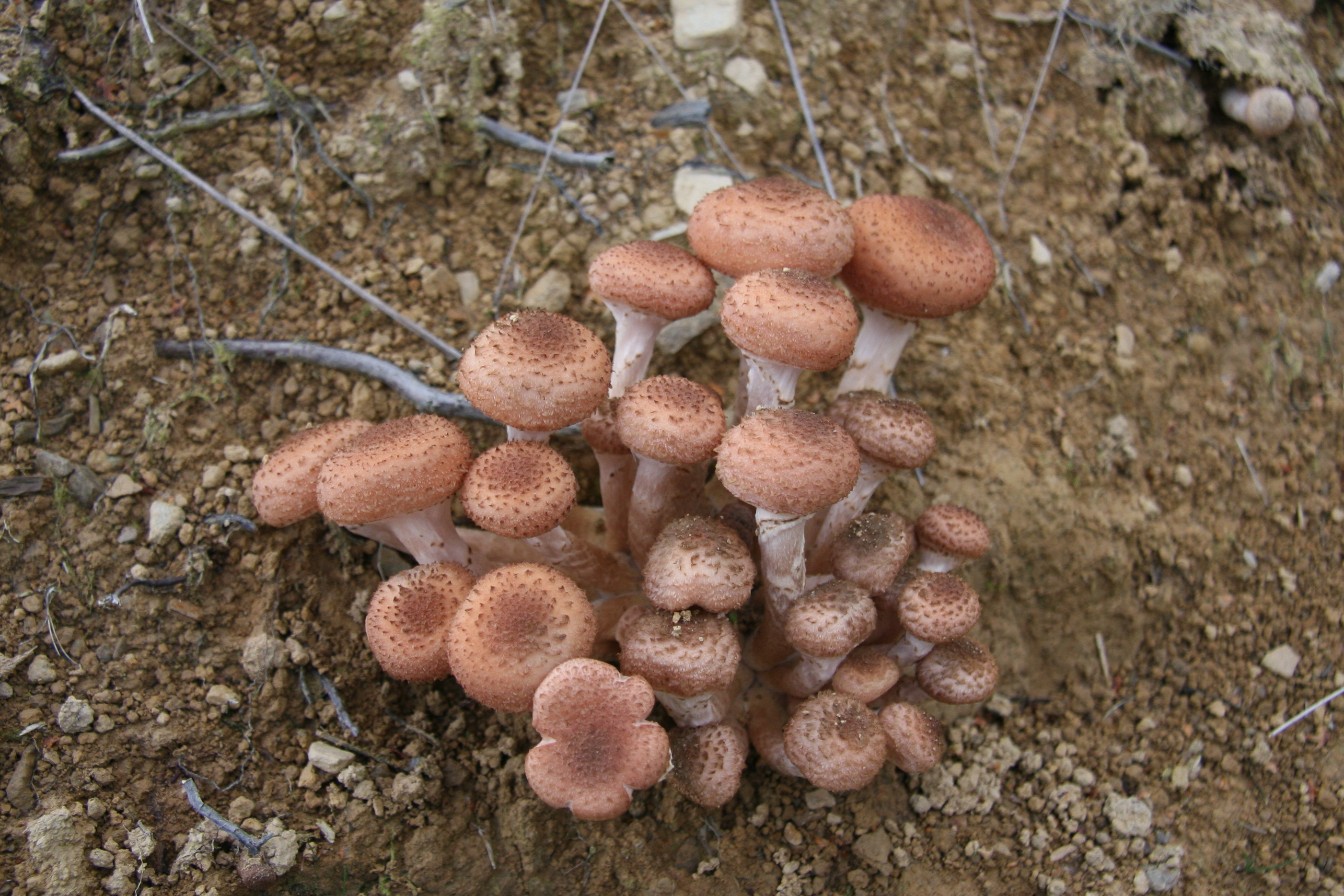
Una tipica "famigliola" di A. ostoyae

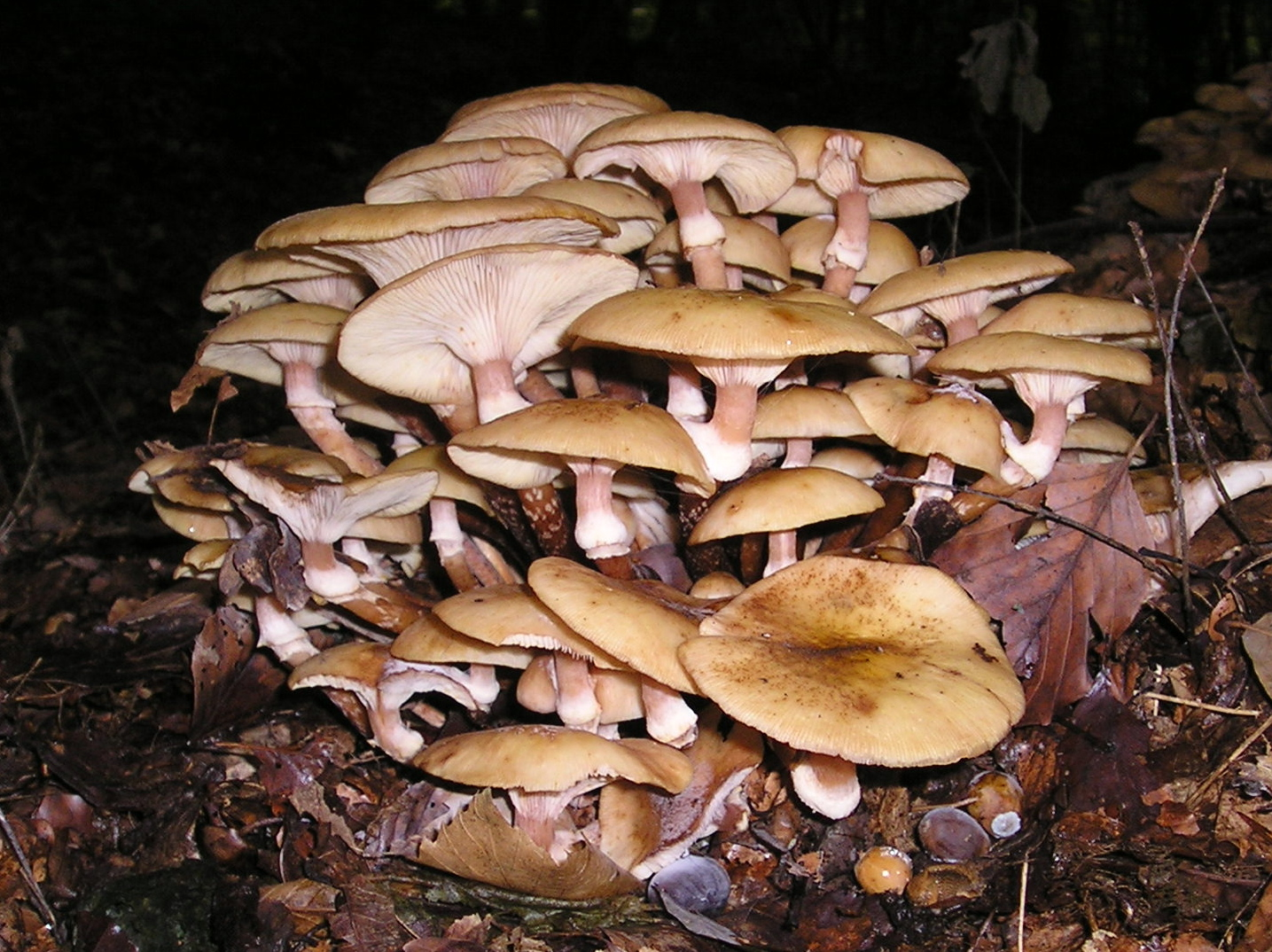
Cespo in primo piano
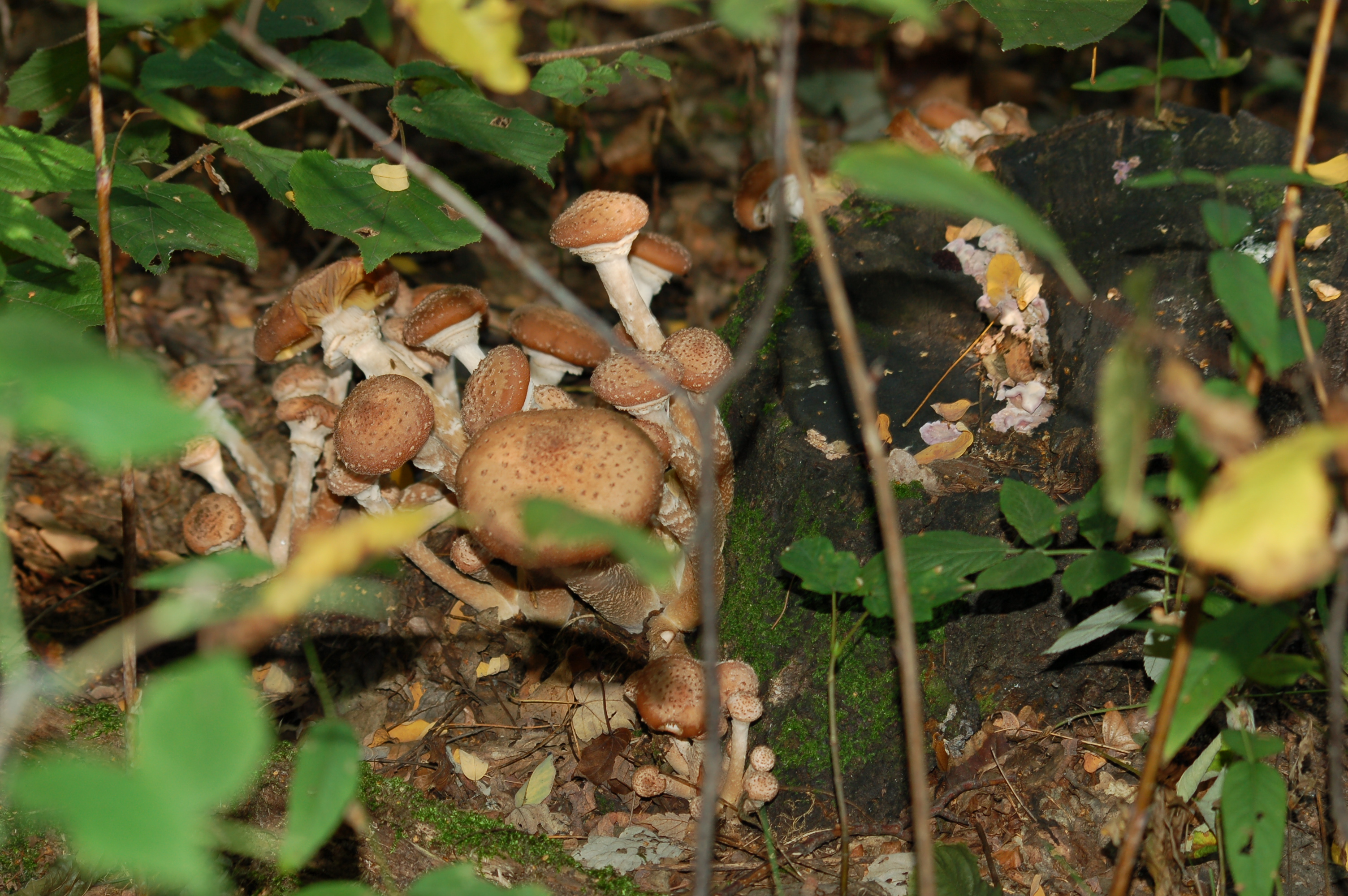
Cespo
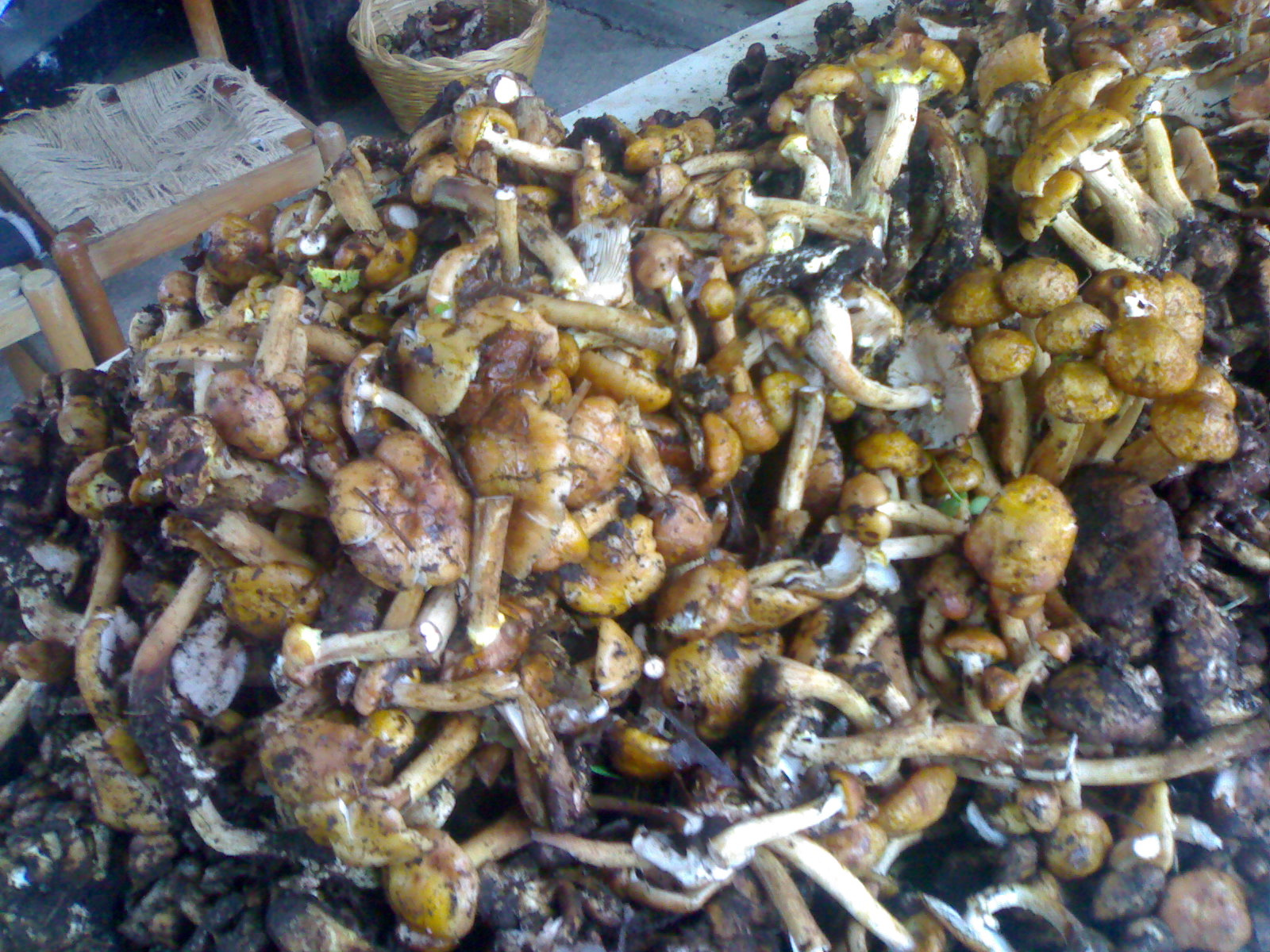
Ottimi esemplari di Chiodini:Ottobre 2010 Roccadaspide(SA)
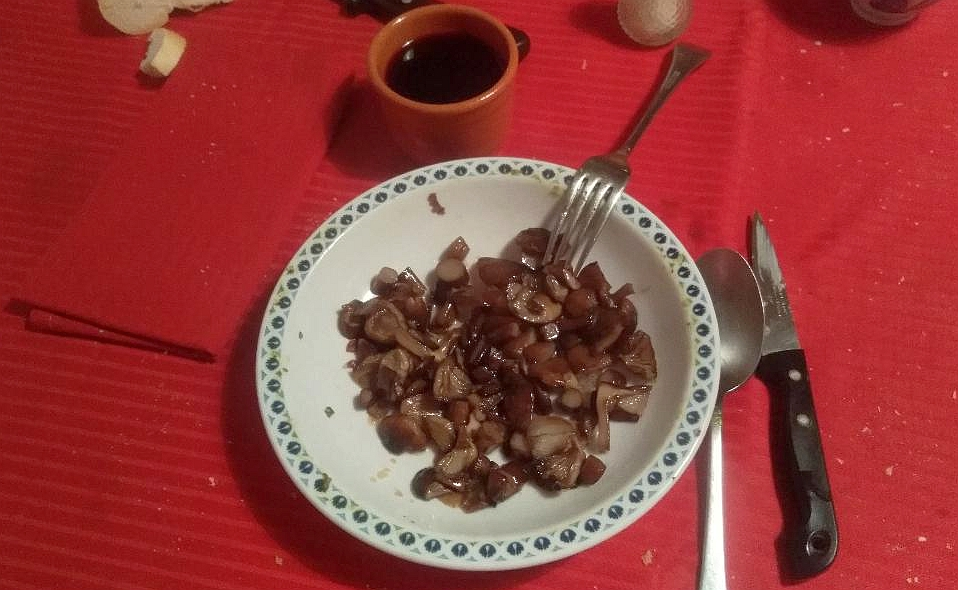
Un piatto di chiodini